# Gorlice
Gorlice ([ɡɔrˈlʲit͡sɛ]; tyska: Görlitz) är en stad i södra Polen belägen vid floden Ropa. Staden hade 27 903 invånare (2016).
Gorlice var utgångspunkten för Gorlice–Tarnów-offensiven under första världskriget som inleddes med slaget vid Gorlice.